# Dongyangosaurus
Dongyangosaurus is een geslacht van plantenetende sauropode dinosauriërs behorend tot de Macronaria dat tijdens het Late Krijt leefde in het gebied van het huidige China.

## Vondst en naamgeving
Bij het dorp Baidian werd in 2007 het skelet gevonden van een sauropode.
De typesoort Dongyangosaurus sinensis werd in 2008 benoemd en beschreven door Lü Junchang, Yoichi Azuma, Chen Rongjun, Zheng Wenjije en Jin Xingsheng. De geslachtsnaam verwijst naar het stadsdistrict Donyang in de provincie Zhejiang. De soortaanduiding verwijst naar China. Donyangosaurus is het 146e valide dinosauriërgeslacht dat in China beschreven is: daarmee heeft het de Verenigde Staten, tot dan toe het land waar de meeste genera gevonden waren, achter zich gelaten.
Het fossiel, holotype DYM 04888, bestaat uit een gedeeltelijk skelet zonder schedel, gevonden in de Fangyangformatie (vroege Opper-Krijt): tien achterste ruggenwervels, alle zes sacrale wervels, de twee voorste staartwervels, vier bovenste stukken rib, beide darmbeenderen, beide schaambeenderen en beide zitbeenderen. Het skelet lag grotendeels in verband.
In 2019 werd het skelet in het kort opnieuw beschreven door Philip Mannion die het een paar uur had mogen bekijken.

## Beschrijving
Dongyangosaurus is een vrij grote sauropode met een geschatte lichaamslengte van vijftien meter en een kophoogte met naar voren gestrekte nek van vijf meter.
Geen echte autapomorfieën werden vermeld maar wel een onderscheidende combinatie van kenmerken. Bij de ruggenwervels vormt de richel tussen de gepaarde voorste gewrichtsuitsteeksels en de richel tussen het wervellichaam en het voorste gewrichtsuitsteeksel een diepe uitholling op de onderzijde van ieder voorste gewrichtsuitsteeksel. Bij de ruggenwervels zijn de doornuitsteeksels kort en gevorkt. Bij de ruggenwervels en voorste staartwervels loopt er een extra richel tussen het doornuitsteeksel en het zijuitsteeksel, een driehoekige uitholling vormend die doorloopt over de buitenste zijkant van het achterste gewrichtsuitsteeksel. Bij de voorste staartwervels zijn de normale richel tussen het doornuitsteeksel en het zijuitsteeksel alsmede de richel naar het achterste gewrichtsuitsteeksel goed ontwikkeld wat verschillende diepe uithollingen vormt op de basis van de buitenste zijkant van het achterste gewrichtsuitsteeksel. Het schaambeen is korter dan het zitbeen. Bij het schaambeen is het foramen obturatum langwerpig, klein en bijna gesloten.
In 2019 wees Mannion erop dat de richels tussen het wervellichaam en het voorste gewrichtsuitsteeksel ieder uit gepaarde laminae bestaan. Ook de achterste ruggenwervels hebben een brede richel tussen het achterste gewrichtsuitsteeksel en de diapofyse. Hij vermoedde dat de extra richel op de zijkant van het doornuitsteeksel een "ingevangen" richel van de voorkant was. De achterste richel is niet gevorkt. De richels tussen het doornuitsteeksel en de achterste gewrichtsuitsteeksels zijn gesplitst. De ruggenwervels hebben geen richels op de onderzijde. Hun interne structuur bestaat uit kleine luchtkamers. De voorste staartwervels zijn amficoel. Het zijuitsteeksel van de eerste staartwervel, door compressie lastig te reconstrueren, kromt vermoedelijk naar voren en buiten en is aan de achterrand verbreed. De staartwervels hebben geen uithollingen op de zijkanten of onderkanten van hun wervellichamen. Het darmbeen lijkt extreem lang maar dat is een gevolg van een verplaatsing van het voorblad. Desalniettemin is het darmbeen laag. Het voorblad wijkt naar buiten maar draait de binnenzijde niet naar boven. Het voorblad heeft geen knik in de onderzijde. Het aanhangsel voor het schaambeen heeft geen driehoekige groeve op de buitenzijde. Het aanhangsel voor het zitbeen mist een bult op de buitenzijde. Het schaambeen heeft geen voorste voet; de afbeelding daarvan in 2008 weerspiegelt een afgebroken stuk bot. Het hoofdlichaam van het schaambeen wordt doorboord door een ovaal foramen obturatum dat Mannion als volledig gesloten beschouwde. Het heeft geen uitsteeksel voor de musculus ambiens. De schacht is bij het fossiel, wellicht door vervorming, om de lengteas gewrongen zodanig dat de buitenzijde naar achteren wijst. Dat schept de illusie dat de schacht van voor naar achter erg afgeplat was. De echte zijkant heeft geen lengterichel. Ook het zitbeen werd in 2008 misleidend afgebeeld van de bovenste buitenzijde bezien zodat het onderste deel van de schacht te smal lijkt. Het hoofdlichaam wordt door het heupgewricht uitgehold tot een beenplateau zoals bij titanosauriërs. Er is een hoge richel voor de aanhechting van de Musculus flexor tibialis internus III maar zonder evenwijdige groeve. De uiteinden van de zitbeenderen zijn door compressie extreem afgeplat; hun oorspronkelijke vorm was vermoedelijk standaard. De schacht is niet onderaan ingesnoerd direct onder het hoofdlichaam.

## Fylogenie
Dongyangosaurus werd door de beschrijvers basaal in de Titanosauriformes geplaatst, als voorbeeld van de variëteit van die groep in het vroege Late Krijt van China. 
De plaatsing was niet op basis van een exacte cladistische analyse. Dongyangosaurus lijkt op de Titanosauria door oogvormige pleurocoelen op de wervels en een hoog lobvormig voorblad van het darmbeen. Hij wijkt echter van die groep af door amficoele in plaats van procoele staartwervels en een zitbeen dat langer is dan het schaambeen in plaats van andersom. Daarom werd een basalere positie verondersteld.
In 2013 werd hij op grond van een kladistische analyse in de Saltasauridae geplaatst. Een exacte studie uit 2019 echter concludeerde dat de positie basaler was, in ieder geval buiten de Lithostrotia en misschien zelfs buiten de Titanosauria, dus basaal in de Somphospondyli. De enige speciale kenmerken die gedeeld worden met de Titanosauria zijn de achterste verbreding van de eerste staartrib en de sterk holle inkeping van het heupgewricht in het zitbeen.